# Jonathan Stark (cestista)
Jonathan Stark (Munford, 23 maggio 1995) è un cestista statunitense.